# 潇湘晨报

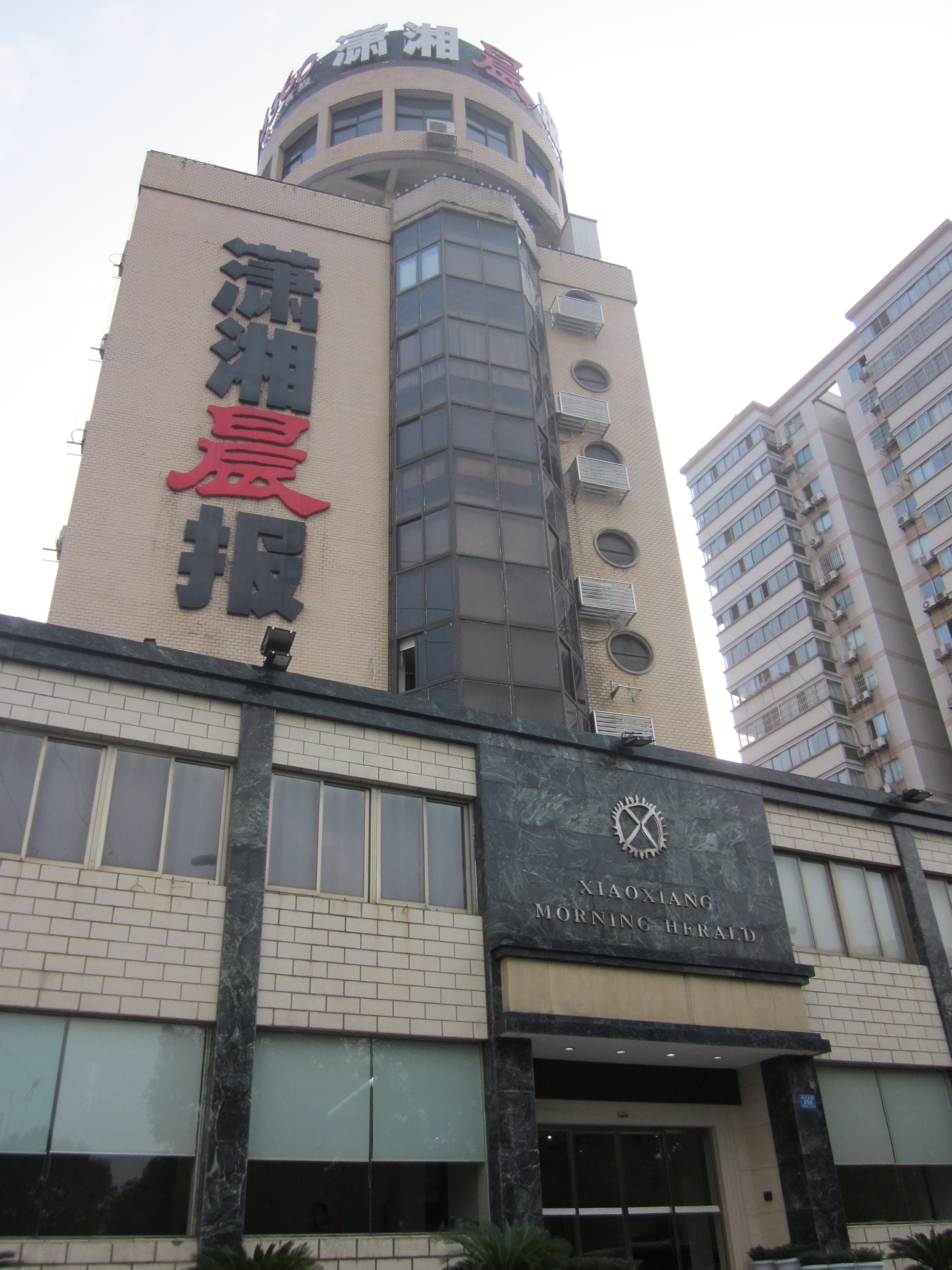
潇湘晨报大厦。

《潇湘晨报》（英語：Xiaoxiang Morning Herald）是湖南省内发行量最大的都市日报，创办于2001年。原为中南出版传媒集团旗下媒体，2014年11月22日改由湖南日報報業集團主管。该报日发行量超过52万份，覆盖湖南全省，零售价每份人民币1元。

## 争议事件

### 辛亥革命专刊遭封
2010年10月30日，潇湘晨报推出《辛亥革命100年特刊》，卷首语为《所谓天下大势》，由执行总编辑龚晓跃负责专刊筹划。文章《天朝垮台前，利益集团已经丢尽了它的脸》对大清帝国亡国前的因素进行了总结。
在颇具争议的卷首语《所谓天下大势》中，作者写道“......满清统治者选择的封闭......人民要电报以利资讯，人民要办报以彰思想。清廷越处处修墙，人民就越善于翻墙。这近在眼前的历史，实际上就是翻墙者对抗修墙者的历史，修墙者的心魔之墙高到一尺，翻墙者的攀越之道必然暴涨一丈......”。有网民表示，清政府如何修墙不太清楚，如今网民却到处在翻墙。
据报道，当局认为专刊文章有借古讽今之意，在出版了两期之后命令湖南省委宣传部封杀该专刊。此事在中国新闻界引起很大反响。按原计划，专刊自10月25号开始每周一期直至辛亥革命100周年纪念日，共50多期。

## 版面
潇湘晨报曾为对开32版彩印，分A、B、C三叠：
- A叠：新闻及评论，包括国内外和湖南省内时政、经济、体育及娱乐新闻等
- B叠：本地民生新闻
- C叠：经济资讯，包括房产、汽车、证券、时尚等资讯及软广告

现为配合发展新媒体，每日出版8版，节日出版4版。